# August Bomhard

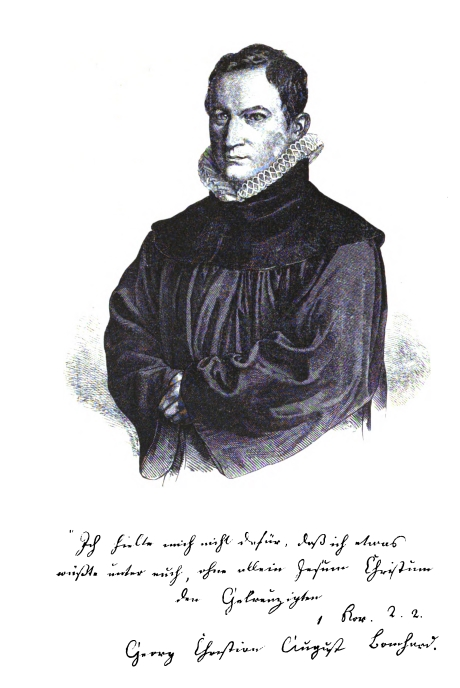
Georg Christian August Bomhard

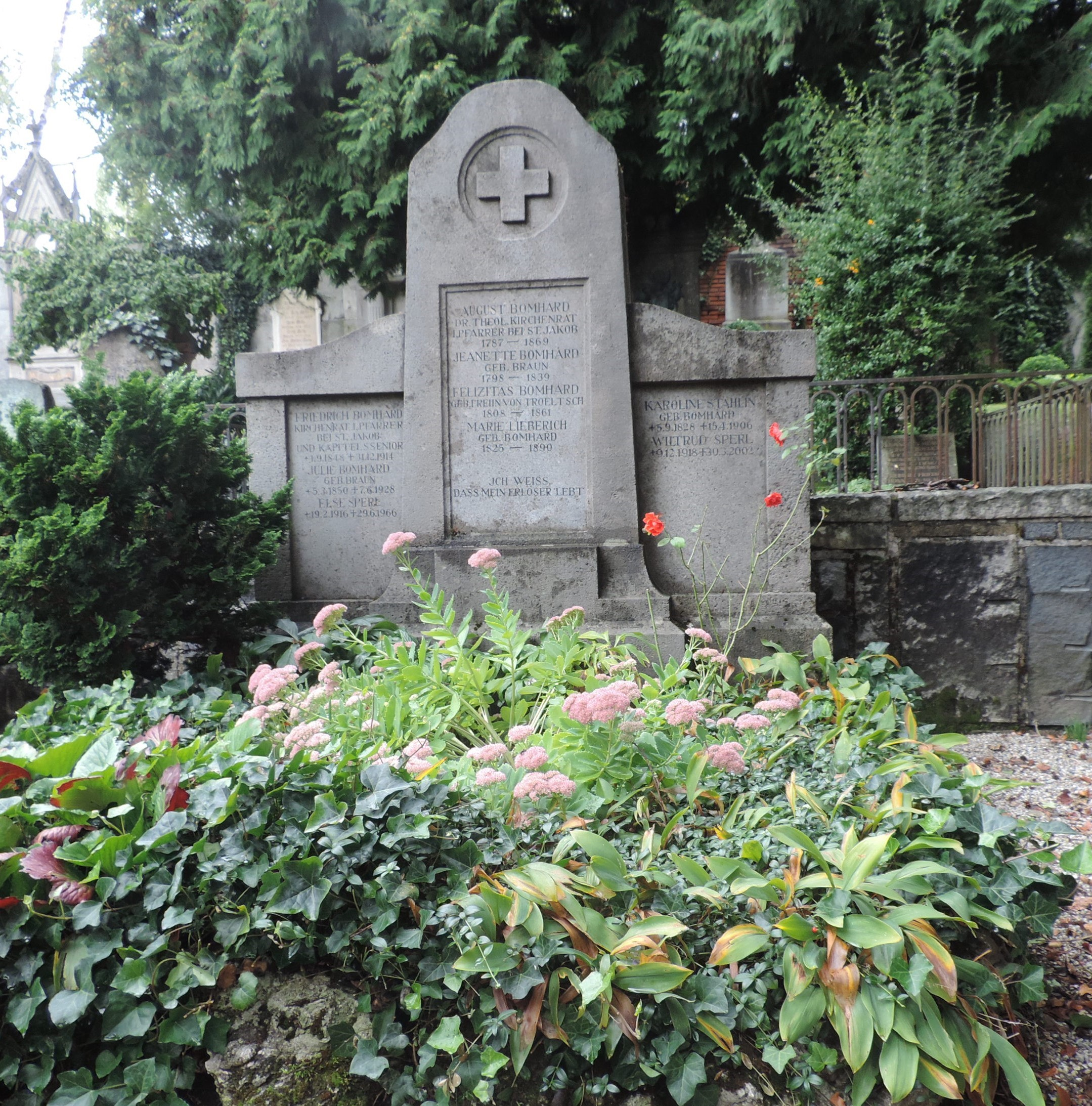
Grabstätte von August Bomhard

Georg Christian August Bomhard (* 7. November 1787 in Schmalfelden; † 23. Juli 1869 in Augsburg) war ein evangelisch-lutherischer Pfarrer bei St. Jakob und Dekan in Augsburg sowie Kirchenrat und Ehrendoktor der Universität Erlangen. Er war einer der gewaltigsten Prediger seiner Zeit und Vertreter der Erlanger Theologie, die sich gegen den Rationalismus wandte.

## Leben
Bomhard wurde als Sohn eines Pfarrers geboren und besuchte ab 1802 das Gymnasium in Ansbach, um nach dem Erwerb des Abiturs im Alter von 17 Jahren das Theologiestudium in Erlangen aufzunehmen. Nach seiner Ordination in Nürnberg trat er 1815 seine erste Pfarrstelle in Laubenzedel an.
Sein Ruf als faszinierender Prediger eilte ihm bald voraus, weswegen er vom bayerischen König 1824 als Pfarrer an St. Jakob in Augsburg eingesetzt wurde. Seine beeindruckenden Predigten ließen „aus allen Teilen der Stadt Menschen jeden Standes und Alters“ (Sperl) in der Jakobskirche zusammenströmen.
Eine Versetzung ins Oberkonsistorium nach München und damit den Posten des königlichen Hofpredigers lehnte Bomhard 1829 ab. 1840 wurde er zum Dekan ernannt und nahm zudem Einfluss auf das Augsburger Bildungswesen; außerdem nahm er auf Generalsynoden der Evangelisch-lutherischen Landeskirche in Bayern als Abgeordneter teil.
1849 wurde er zum Ehrendoktor der Universität Erlangen ernannt und vom bayerischen König ausgezeichnet; u. a. erhielt er den Titel eines Kirchenrats.
1866 musste Bomhard seine Ämter gesundheitsbedingt niederlegen; er starb am 23. Juli 1869 in Augsburg.

## Wirken
Bomhard war glühender Verfechter eines konfessionellen Luthertums und kämpfte mit seinen Predigten vehement gegen die auch in der Kirche aufstrebenden rationalistischen Tendenzen. In seiner Frühzeit als Pfarrer wurde er oft in die Ecke der „Mystiker“ und „Dunkelmänner“ gestellt, „die für eine aufgeklärte Stadtbevölkerung nicht paßten und höchstens bei den Bauern draußen ihr seltsames Wesen treiben durften“ (Sperl).
Dass dem nicht so war, zeigte sein allsonntägliches Publikum in Augsburg, das beständig wuchs und sogar in Konkurrenz zu den katholischen Gottesdiensten in der Umgebung trat. Bomhard und seine Gleichgesinnten befürchteten durch den Rationalismus eine Sinnentleerung des Glaubens. Bomhard gab eine Sammlung seiner Predigten heraus und engagierte sich stark im Homiletisch-liturgischen Correspondenzblatt.
Ähnlich Luther sprach Bomhard die Sprache des einfachen Volkes und verwendete in seinen stets auswendig vorgetragenen Predigten gewaltige und geistvolle Sinnbilder und Vergleiche, wodurch er auch das protestantische Stadtpatriziat zu fesseln wusste.

## Familie
Bomhard war zweimal verheiratet: 1824 heiratete er Jeanette Braun (1789–1839), nach deren Tod 1841 Felizitas Freiin von Tröltsch (1808–1861) aus dem Augsburger Patriziat. Aus der ersten, wie auch aus der zweiten Ehe gingen fünf Kinder hervor.
Sein Enkelsohn August Sperl schrieb eine umfassende Biografie Bomhards.
Das Familiengrab der Bomhards befindet sich auf dem Protestantischen Friedhof Augsburg.

## Schriften (Auswahl)
- Predigten zur Feier des Jubelfestes der Augsburger Confession, Augsburg 1831.
- Predigten an Sonn-, Fest- und Feiertagen, Verlag der Hartmann’schen Buchdruckerei, Augsburg 1845.
- Jubelfeier nach fünfzigjähriger Amtsführung des Hochwürdigen Herrn D. Georg Christian August Bomhard am 17. November 1864, Augsburg 1865.